# آزادبیگ وزیرف
آزادبیگ وزیرف (ترکی آذربایجانی:  Azad bəy Mirzə Həmid bəy oğlu Vəzirov; ۲۲ اوت ۱۸۶۹ – ۳۰ ژوئن ۱۹۲۱) افسر و سرهنگ آذربایجانی، و پدر سلیمان وزیرف، دولتمرد دوره اتحاد جماهیر شوروی سوسیالیستی، سازمان دهنده صنعت نفت و قهرمان کار سوسیالیست، بود.

## زندگی‌نامه
آزادبیگ وزیرف در ۲۲ ماه اوت سال ۱۸۶۹ در شهر شوشی چشم به جهان گشود. وی از یک دودمان اشرافی در شوشی اصل و نسب داشت. خدمت نظامی خود را به عنوان داوطلب در ۴۳- امین «هنگ دراگون تور» آغاز کرد. در ۲۰ دسامبر سال ۱۸۸۸ جهت کسب تحصیلات به مدرسه نظامی پیاده‌نظام کروپیونیسکی اعزام شد.
پس از آنکه در ۳ ژوئیه ۱۸۹۳ از آن مدرسه نظامی در دسته دوم فارغ‌التحصیل شود، درجه او ارتقا یافت و به هنگ متبوع خود بازگشت. در ۲۷ ژوئن سال ۱۸۹۳، به رتبه «کرنت» ارتقا یافت. در سال ۱۹۰۱، به عنوان آجودان هنگ سواره نظام داغستان منصوب شد. از ۲۷ اکتبر سال ۱۹۰۱، درجه‌های ستوان، سروان ستاد و «رتمایستر»(۲۷ امتبر ۱۹۰۹) را در ارتش امپراتوری روسیه دریافت کرد.
آزادبیگ وزیرف از خدمت در وزارت کشور امئراتوری روسیه نیز در کارنامه خود برخوردار بود. در سال ۱۹۱۷ به درجه سرهنگ دومی نائل شد.
آزادبیگ وزیرف در ارتش جمهوری دموکراتیک آذربایجان نیز خدمت کرد. در اواخر سال ۱۹۱۸ و اوایل سال ۱۹۱۹، سرهنگ دوم وزیرف به فرماندهی شهر گنجه و سپس شهر باکو رسید. به دستور شماره ۲۸ دولت جمهوری دموکراتیک آذربایجان مورخ ۲۵ ژوئن ۱۹۱۹، به درجه سرهنگی ارتقا یافت. او همچنین در ارتش سرخ نیز خدمت کرد. آزادبیگ وزیرف در سال ۱۹۲۱ در قزوین درگذشت.

## خانواده
آزادبیگ وزیرف با خانم «زهرا»، دختر کریم‌بیگ مهماندارف، عقد کرد که حاصل این ازدواج پسرانی به اسامی عیسی‌بیگ، موسی‌بیگ و سلیمان وزیرف، و دخترانی به نام‌های بانوان «خیرانسا»، «گنچه» وگلرخ» بود.

## نشان‌ها
- نشان درجه ۳ «استانیسلائوس مقدس» (سال ۱۸۷۹)
- نشان درجه ۳ آنای مقدس (سال ۱۸۸۱)